# Rijksbeschermd gezicht Zoelen
Gezicht Zoelen is een van rijkswege beschermd dorpsgezicht in Zoelen in de Nederlandse provincie Gelderland. De procedure voor aanwijzing werd gestart op 16 maart 1976. Het gebied werd op 18 februari 1980 definitief aangewezen. Het beschermd gezicht beslaat een oppervlakte van 99,8 hectare.
Panden die binnen een beschermd gezicht vallen krijgen niet automatisch de status van beschermd monument. Wel zal de gemeente het bestemmingsplan aanpassen om nieuwe ontwikkelingen in het gebied te reguleren. De gezichtsbescherming richt zich op de stedenbouwkundige en cultuurhistorische waardering van een gebied en wil het toekomstig functioneren daarvan veiligstellen.